# Bernard Lippmann
Bernard Abram Lippmann (Brooklyn, 18 agosto 1914 – Palo Alto, 12 febbraio 1988) è stato un fisico statunitense.
Ex professore di fisica alla New York University, Lippmann è principalmente noto per l'equazione di Lippmann-Schwinger, uno strumento ampiamente utilizzato nella teoria dello scattering non relativistico, che ha formulato insieme al suo relatore per la tesi di dottorato Julian Schwinger.

## Biografia
Bernard Lippmann è nato nel quartiere di Brooklyn (New York) nel 1914. Dopo aver inizialmente frequentato il Politecnico dell'Università di New York, dove ha conseguito una laurea in ingegneria elettrica, è passato alla fisica ed è stato ammesso al grado di Master of Science presso l'Università del Michigan nel 1935.
Successivamente, Lippmann è entrato nel settore, dove ha ricoperto vari ruoli ingegneristici fino all'ingresso degli Stati Uniti nella seconda guerra mondiale, quando è entrato a far parte del Radiation Laboratory del MIT. Dal 1941 fino alla fine della guerra, condusse ricerche sperimentali e teoriche sulle regioni in banda X e banda K della regione delle microonde dello spettro elettromagnetico, in particolare nella loro generazione mediante circuiti; si occupò anche di studi simili su accoppiatori direzionali e giunzioni a microonde. Dopo la guerra, nel 1946, iniziò il suo dottorato in filosofia ad Harvard sotto la supervisione di Schwinger, mentre guidava anche il gruppo di ricevitori radar presso la Submarine Signal Company di Boston (in seguito inglobata nella Raytheon Company).
Per la sua tesi di dottorato, Lippmann ha collaborato con Schwinger per produrre l'equazione di Lippmann-Schwinger, un'equazione integrale dell'equazione di Schrödinger destinata a calcolare le sezioni d'urto di scattering, poiché le condizioni al contorno richieste sono implicite nel formalismo. L'equazione è la base per la maggior parte dei calcoli relativi ai processi di scattering non relativistici, e trova applicazione nella fisica atomica, molecolare e ottica, nonché nella fisica nucleare a bassa energia e nella fisica delle particelle.
Dopo aver conseguito il dottorato nel 1948, Lippmann trascorse i successivi due decenni a condurre ricerche presso diverse istituzioni americane. Inizialmente, queste indagini erano focalizzate su traiettorie delle particelle, magnetoidrodinamica, processi di dispersione e fisica dello stato solido presso il Naval Research Laboratory, l'istituto di scienze matematiche della New York University e la sua università, il Polytechnic Institute of Brooklyn. Inoltre, dal 1957 al 1962, è stato ricercatore presso il Lawrence Berkeley National Laboratory, dove ha studiato la diffusione sia classica sia quanto-meccanica, seguito da un periodo come direttore di ricerca presso la General Research Corporation a Santa Barbara, in California. Più tardi, tra il 1968 e il 1969, ha lavorato come ricercatore associato presso il Goddard Institute for Space Studies della NASA. Gran parte della sua ricerca durante questo periodo è secretata, e quindi i documenti a lui attribuiti che sono pubblicamente disponibili sono solo una piccola parte dell'intero catalogo delle sue pubblicazioni. Successivamente, Lippmann è tornato al mondo accademico quando è stato nominato professore di fisica alla New York University nel 1969, dove è rimasto fino al suo ritiro nel 1977.
Dopo il suo ritiro, Lippmann si è trasferito in California, dove ha lavorato come direttore del dipartimento di fisica teorica presso la Physics International Company di San Leandro, in California, dove si producevano generatori di raggi catodici intensi. Ha lavorato anche come consulente per l'acceleratore lineare di Stanford. Lippmann è morto a Palo Alto, in California, nel 1988, all'età di 73 anni.